# Law Hon Pak
Law Hon Pak (ur. 14 lipca 1939 w Hongkongu, zm. 7 lipca 2021) – hongkoński bokser wagi koguciej, uczestnik Letnich Igrzysk Olimpijskich 1964.
W pierwszej fazie zawodów zmierzył się z Hiszpanem Agustínem Seninem, którego w trzeciej rundzie pojedynku znokautował. W pojedynku o ćwierćfinał olimpijski zmierzył się z Meksykaninem Juanem Fabilą. Law przegrał na punkty (0–5) z późniejszym brązowym medalistą tych zawodów.